# Trigonopyren ovalifolius
Trigonopyren ovalifolius är en måreväxtart som beskrevs av Cornelis Eliza Bertus Bremekamp. Trigonopyren ovalifolius ingår i släktet Trigonopyren och familjen måreväxter. Inga underarter finns listade i Catalogue of Life.